# Pamah (Silinda)
Pamah is een bestuurslaag in het regentschap Serdang Bedagai van de provincie Noord-Sumatra, Indonesië. Pamah telt 891 inwoners (volkstelling 2010).